# François Babeuf
François-Noël Babeuf, conocido como Gracchus Babeuf (San Quintín, 23 de noviembre de 1760-Vendôme, 27 de mayo de 1797) fue un político, periodista, teórico y revolucionario francés. Murió guillotinado por intentar derrocar el gobierno del Directorio con la «Conspiración de los Iguales». Su teoría política, conocida como babuvismo, se considera una de las precursoras del comunismo.

## Biografía

### Antes de la Revolución (1760-1789)
Nació en 1760 en Saint-Quentin. Su padre era un administrador de impuestos y su madre una sirvienta sin instrucción. En Picardía, donde ejerció de agente señorial y feudista, conoció las transformaciones agrarias que estaban provocando el enfrentamiento entre las comunidades aldeanas, que defendían sus derechos y tradiciones comunitarias, y los nuevos grandes granjeros capitalistas. Como él mismo confesó más tarde, «en el polvo de los archivos señoriales fue donde descubrí los misterios de las usurpaciones de la casta noble».
Siguiendo a Rousseau, pero también a  Mably y a Morelly, Babeuf se preguntaba ya entonces si sería posible alcanzar la «igualdad perfecta» —expresión que tomó de Mably—. Así lo expresó en una carta escrita en 1787:

¿Cuál sería el estado de un pueblo cuyas instituciones fuesen tales que reinara indistintamente entre cada uno de sus miembros individuales la más perfecta igualdad; que el suelo que habitara no fuese de nadie, sino que perteneciera a todos; en definitiva, que todo fuese común, hasta el producto de todos los tipos de industrias? ¿Serían autorizadas tales instituciones por la ley natural? ¿Sería posible que esta sociedad subsistiese, e incluso que fuesen practicables los medios para conseguir una distribución absolutamente igual?

En 1789 Babeuf perfiló sus ideas en el Discurso preliminar al Catastro perpetuo en el que realizó una crítica de la organización de la sociedad y de la propiedad —«las leyes sociales han proporcionado los medios a la intriga, la astucia y la habilidad para apoderarse sagazmente de las propiedades comunes»—, y propuso la aprobación de una ley agraria que impidiera al propietario vender sus bienes y le obligara a devolverlos a la comunidad cuando muriera, produciéndose entonces un nuevo reparto de la tierra a razón de once fanegas por heredad. La obra llevaba por subtítulo: Demostración de los métodos convenientes, para garantizar los principios de la base y la distribución justos y permanentes y de la percepción fácil de una única contribución tanto sobre las posesiones territoriales como sobre las rentas personales. Allí decía:

La tierra, madre común, no puede ser partida más que para toda la vida, y cada parte convertida en intraspasable, de modo que el patrimonio individual de cada ciudadano hubiese podido estar siempre asegurado y ser imperdible.

### Después de la Revolución (1789-1795)
Tras el triunfo de la Revolución Babeuf defendió, como los jacobinos y los sans-culottes, que la finalidad de la sociedad era «la dicha común» y que se debía asegurar «la igualdad de goces». Pero su experiencia durante esos años —especialmente su participación en el movimiento agrario de Picardía de 1790 a 1792 en contra del pago de indemnizaciones a los señores por la «supresión del régimen feudal», además de pedir la distribución de los bienes del clero entre los campesinos «mal acomodados» en forma de arrendamientos a largo plazo— le llevó a la conclusión de que el medio de «dar sustento a esa inmensa mayoría del pueblo que, con toda su buena voluntad de trabajar, no lo tiene» —es decir, alcanzar la «igualdad perfecta»— no era limitar la propiedad, como proponían sans-culottes, hebertistas y enragés, sino suprimirla y establecer «la comunidad de bienes y de trabajos». De esta forma, según Albert Soboul, «el comunismo, hasta entonces simple sueño utópico, se erigía en sistema ideológico finalmente coherente».

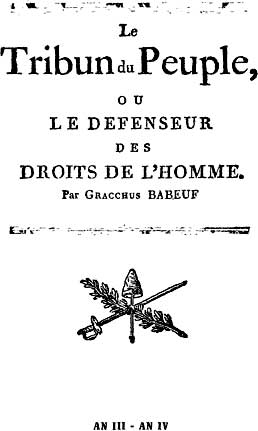
Portada de Le Tribun du peuple (1795)

Encarcelado el 19 de mayo de 1790 por agitador, es liberado en julio, gracias a Jean-Paul Marat. En octubre empieza a editar Le Correspondant picard. Se instala en París en febrero de 1793 donde es encarcelado del 14 de noviembre de 1793 al 18 de julio de 1794. A partir del 3 de septiembre de 1794, tras la caída de Robespierre, Babeuf publica el Journal de la Liberté, que se convierte el 5 de octubre en Le Tribun du peuple, que alcanza gran difusión. Encarcelado de nuevo el 7 de febrero de 1795 y liberado el 18 de octubre de 1795, relanza rápidamente la publicación de Le Tribun du peuple. Desde este periódico, donde firmaba con el seudónimo de Gracchus Babeuf, arremetió tanto contra los jacobinos como contra el régimen que surgió de la reacción thermidoriana. En sus artículos postulaba la organización de la sociedad sobre la base del trabajo en común y una revolución social que debía completar la revolución realizada desde 1789, defendiendo, incluso, el empleo de la violencia y la necesidad de un periodo de dictadura.
Apartado de todo cargo público (había sido elegido por el distrito de Montdidier, septiembre de 1792), desarrolla su labor política y revolucionaria en el Club del Panteón (organización política que reunía a antiguos jacobinos y víctimas de la reacción).

### La Conspiración de los Iguales (1795-1797)
En 1796 Napoleón Bonaparte, que ocupaba la jefatura del Ejército del Interior, cerró el Club del Panteón y Babeuf sin más medios legales creó un comité de insurrección secreto compuesto por siete miembros, entre los que se encontraban él mismo, Filippo Buonarroti y Agustín Darthé. El comité lanzó una campaña de propaganda destinada a agitar a las clases populares que debía terminar con un levantamiento en la primavera de 1796, la «Conspiración de los Iguales», cuya finalidad era derrocar al Directorio y poner en vigor la Constitución de 1793. Esta constitución nunca había sido aplicada. Pero el Directorio estaba informado de la conspiración (posiblemente gracias a Fouché) y el 21 Floreal (10 de mayo de 1796), los conjurados fueron detenidos por la policía. 
El juicio contra Babeuf y sus compañeros comenzó el 20 de febrero de 1797 y duró tres meses. Fueron sentenciados a muerte Babeuf y Darthé, que fueron llevados al cadalso sangrando porque habían intentado suicidarse horas antes de la ejecución. En su última carta, que Babeuf escribió a su mujer y a sus hijos, les decía:

Escribid a mi madre y a mis hermanos. Decidles cómo he muerto e intentad hacerles comprender, a esas buenas gentes, que una muerte así es gloriosa, lejos de ser deshonrosa. Adiós para siempre; me envuelvo en el seno de un sueño virtuoso.

La «Conspiración de los Iguales» no constituyó más que un simple episodio en la historia del régimen thermidoriano, pero fue muy importante para la historia del socialismo y de las luchas populares y obreras del siglo siguiente, ya que «por primera vez, la idea comunista se había convertido en fuerza política».[cita requerida] El propio Babeuf fue consciente de ello y por eso le escribió desde la cárcel a Félix Lepeletier para que reuniera «todos sus proyectos, notas y esquemas de escritos democráticos y revolucionarios, todos los orientados al amplio objetivo» y así «un día, cuando se detenga la persecución, cuando tal vez los hombres de bien respiren con suficiente libertad como para arrojar algunas flores sobre nuestra tumba, cuando de nuevo se llegue a pensar en los medios de procurar al género humano la felicidad que le proponíamos» se pueda «presentar a todos los discípulos de la igualdad [...] la templada colección que los diversos corrompidos de hoy llaman mis sueños». No fue Lepelletier, sino Filippo Buonarroti, quien cumplió el encargo treinta años después: en 1828 publicaba en Bruselas Conspiración para la Igualdad llamada de Babeuf, una obra que, según Soboul, «ejerció una profunda influencia en la generación revolucionaria de los años treinta. Gracias a ella, el babuvismo pasó a ser un eslabón en el desarrollo del pensamiento comunista».